# Sepia peterseni
Sepia peterseni är en bläckfiskart som beskrevs av Adolf Appellöf 1886. Sepia peterseni ingår i släktet Sepia och familjen Sepiidae. IUCN kategoriserar arten globalt som otillräckligt studerad. Inga underarter finns listade i Catalogue of Life.